# Тагуанові
Тагуанові, або петаурові (Petauridae) — родина ссавців з когорти сумчасті (Marsupialia), що містить три роди. Представники родини населяють Австралію, Тасманію, Нову Гвінею та довколишні острови.

## Морфологія
Морфометрія. Довжина голови й тіла: 120-320 мм, довжина хвоста: 150-480 мм, вага: 100-700 грам.
Опис. Хутро може бути вовнистим чи шовковистим. Хвіст довгий, напівчіпкий, у підродини Petaurinae він повністю вкритий волоссям але в Dactylopsinae є оголений клапоть знизу на кінці хвоста. Сліпа кишка велика у Petaurinae але дуже мала у Dactylopsinae. Череп широкий. Всі види мають темну спинну смугу від голови до хвоста. Один рід (Petaurus) досяг ковзної здібності через розвиток мембран, що з'єднують передні й задні кінцівки і деякі з них можуть ширяти на відстані понад 100 метрів. У Petaurus кігті гострі та загнуті, як у кішки, збільшуючи здатність тварин чіплятися за гладкі стовбури і гілки дерев. Gymnobelideus leadbeateri має лише рудиментарні мембрани ширяння. У Dactylopsila мембрана зовсім відсутня.   

## Поведінка
Всі члени Petauridae деревні.  Petauridae нічні, деревні істоти, що населяють лісисті місцевості і харчуються в основному соком і нектаром. Однак, Dactylopsila спеціалізуються на комахоїдному раціоні. У зв'язку з цим у них четвертий палець руки подовжений і тонкий, а його кіготь відігнутий, аналогічно до приматів Daubentonia. Крім того, різці є міцними і функціонують приблизно так, як і у гризунів. Вони відривають кору дерев різцями й витягують комах з щілин і отворів в деревині спеціалізованим четвертим пальцем і язиком. Dactylopsila носять смугастий малюнок, який кидається в очі й так як і в скунса пов'язаний із сильним мускусним запахом. Petaurus breviceps живуть сімейними групами і маркування запахом грає важливу роль в громадській організації групи. Кожна особина має особливий запах визнана іншими. Згуртованості групи також сприяє взаємне маркування запахом, коли всі члени групи переймають запах домінантних самців цієї групи. У  Геологічний діапазон Petauridae від міоцену до сьогодення. 

## Склад родини
Родина Тагуанові (Petauridae)
Підродина Dactylopsinae
- Рід Dactylopsila (тріок)
  - Dactylopsila kambuayai (тріок вогелькопський)
  - Dactylopsila megalura (тріок довгохвостий)
  - Dactylopsila palpator (тріок довгопалий)
  - Dactylopsila tatei (тріок Тейта)
  - Dactylopsila trivirgata (тріок трисмугий)

Підродина Petaurinae
- Genus Gymnobelideus
  - Gymnobelideus leadbeateri
- Genus Petaurus — тагуан
  - Petaurus abidi (тагуан північний)
  - Petaurus ariel
  - Petaurus australis (тагуан жовтошиїй)
  - Petaurus biacensis (тагуан біакський)
  - Petaurus breviceps (тагуан короткоголовий)
  - Petaurus gracilis (тагуан граційний)
  - Petaurus norfolcensis (тагуан вивірячий)
  - Petaurus notatus
  - Petaurus papuanus